# La nave de los locos (álbum)
La nave de los locos es el cuarto álbum de estudio del cantante español Loquillo, publicado por la compañía discográfica Dro East West en noviembre de 2012. Supuso el primer álbum completo con canciones de Sabino Méndez, que a excepción de la canción "Sol", incluida en Balmoral (2009), no trabajaba con Loquillo desde Morir en primavera (1988).
El álbum llegó al puesto tres de la lista de discos más vendidos de España, elaborada por Promusicae.

## Lista de canciones
Todas las canciones escritas y compuestas por Sabino Méndez. 
| N.º | Título                             | Duración |  |
| 1.  | «La nave de los locos»             | 4:12     |  |
| 2.  | «El mundo necesita hombres objeto» | 3:18     |  |
| 3.  | «Contento»                         | 4:08     |  |
| 4.  | «Muñecas rusas»                    | 3:07     |  |
| 5.  | «Paseo solo»                       | 4:22     |  |
| 6.  | «Mi bella ayudante en mallas»      | 4:31     |  |
| 7.  | «De vez en cuando y para siempre»  | 3:29     |  |
| 8.  | «Planeta Rock»                     | 4:38     |  |
| 9.  | «Luna sobre Montjuïc»              | 5:31     |  |
| 10. | «Canción de despedida»             | 3:31     |  |

## Posición en listas
| País   | Semanas | Semanas | Semanas | Semanas | Semanas | Semanas | Semanas | Semanas | Semanas | Semanas | Semanas | Semanas | Semanas | Semanas | Semanas | Semanas | Semanas | Ventas | Certificación |
| País   | 1       | 2       | 3       | 4       | 5       | 6       | 7       | 8       | 9       | 10      | 11      | 12      | 13      | 14      | 15      | 16      | 17      | Ventas | Certificación |
| ------ | ------- | ------- | ------- | ------- | ------- | ------- | ------- | ------- | ------- | ------- | ------- | ------- | ------- | ------- | ------- | ------- | ------- | ------ | ------------- |
| España | 3       | 10      | 17      | 26      | 37      | 41      | 55      | 65      | 59      | 61      | 63      | 73      | 83      | 81      | 92      | 90      | 89      |        |               |